# Šosse Entuziastov (stanice Moskevského centrálního okruhu)
Šosse Entuziastov (rusky Шоссе Энтузиастов ) je stanice na Moskevském centrálním okruhu. Zde je možné přestoupit na stejnojmennou stanici na Kalininsko-Solncevské lince moskevského metra, která je vzdálená několik minut pěší chůze. Obě dvě stanice získaly své jméno po blízké ulici.

## Charakter stanice
Stanice Šosse Entuziastov se nachází v čtvrti Sokolinaja Gora mezi ulicí Utkina (Улица Уткина) a Severo-vostočnou chordou (Северо-восточная хорда) v těsné blízkosti na sever od jejich křížení se Šosse Entuziastov.
Vestibul se nachází v průchodu pod ostrovním nástupištěm. Tento průchod zjednodušuje přístup od ulice Utkina k stanici metra. U hrany nástupiště blíže k Ulici Utkina zastavují vlaky, které jedou ve směru hodinových ručiček, u nástupiště blíže k Severo-vostočné chordě zastavují vlaky, které jedou naopak.